# 夏日紀事
《夏日紀事》(Chronique d'un été) 是1961年的法国纪录片，由人類學家及導演尚·胡許及社会学家埃德加·莫兰共同拍攝，而來自魁北克的攝影指導米歇尔·布洛尔特則負責技術及美學部份。
电影由胡許和莫兰的討論展開，他們談論面對鏡頭可否保持真誠，然後電影介紹不同的人，由導演帶領討論法國社會和草根階層的幸福等議題。電影結尾，導演向他們展示這些片段，並跟他們討論這部電影到底有多真實。
这部電影在法國巴黎和圣特罗佩拍攝，胡許以導頻音將16釐米攝影機連接電晶體Nagra III錄音座的原型，以錄製聲畫同步的影像。
後世視《夏日紀事》為結構創新的實驗電影，亦是真實電影和直接電影的例子 。「真實電影」正是由本片導演胡許所提倡，突出了電影及其背景脈絡的連結。
在2014年 《视与听》 的民意调查，《夏日紀事》獲影评人選為歷年最佳電影第六位。

## 外部連結
- 互联网电影数据库（IMDb）上《夏日紀事》的资料（英文）
- 爛番茄上《夏日紀事》的資料（英文）
- 豆瓣电影上《夏日紀事》的資料 （简体中文）